# Kuivakari, Åbo
Kuivakari är en ö i Finland. Den ligger i Skärgårdshavet och i kommunen Åbo i den ekonomiska regionen  Åbo ekonomiska region i landskapet Egentliga Finland, i den sydvästra delen av landet. Ön ligger nära Åbo och omkring 160 kilometer väster om Helsingfors.
Öns area är 1,1 hektar och dess största längd är 180 meter i nord-sydlig riktning. Runt Kuivakari är det tätbefolkat, med 735 invånare per kvadratkilometer. Närmaste större samhälle är Åbo, 9,6 km nordost om Kuivakari.